# Jean Dufresne
Jean Dufresne, född 14 februari 1829 i Berlin, död 13 april 1893 i Berlin, var en fransk-tysk schackspelare och problemkonstruktör. 
Han har bland annat blivit känd för "Evergreen Game" som han förlorade mot Adolf Anderssen, efter att ha offrat 2 springare, ett torn och en dam för att slutligen sätta matt med två löpare, ett torn och en bonde som hjälp.
Dufresne har skrivit schackböcker, bland annat Kleines Lehrbuch des Schachspiels (1881).